# Stefan Radoslav av Serbien
Stefan Radoslav, född omkring 1192, död omkring 1234, var en serbisk kung år 1228 till 1233. 

## Biografi
Stefan var den ende kände sonen till Stefan Nemanjić och dennes första hustru Eudokia Angelina. Hans morfar och mormor var Alexios III Angelos och Euphrosyne Doukaina Kamaterina. Han hade två systrar, Komnena som först gifte sig med den albanske prinsen Dhimitër Progoni och därefter den grek-albanske lorden Gregorios Kamonas. Den andra systern gifte sig med Alexander (Aleksandăr) Asen.